# Setoere
Setoere (seto: setokõsõ; estisk: setud; russisk: сету, tr. setu) er en etnisk og sproglig minoritet i Setomaa (Petserimaa) syd for Peipus i det sydøstlige Estland og nordvestlige Rusland. Setoer tilhører overvejende den Ortodokse kirke (omend en del bekender sig til naturreligion), men regnes som en gren af esterne. Setoere taler et sprog, der tilhører de finsk-ugriske sprog og som ligner estisk meget.
Der findes 10.-15.000 setoer i verden, langt de fleste bor i Setomaa, som er det historiske udbredelsesområde, men i dag er opdelt i to estiske amter Põlvamaa og Võrumaa samt den russiske Petjorskij rajon i Pskov oblast. Seto er officielt anerkendt som en etnisk minoritet både i Estland og i Rusland (i henhold til beslutning af Ruslands regering den 17. juni 2010, hvor setoer udgør et af 46 anerkendte mindretal).

## Historie
Indtil omkring år 600 var Setomaa en del af det omfattende område, der var bosat alene af finsk-ugriske folk, men fra dette tidspunkt begyndte slaviske befolkningsgrupper at trænge mod nord og nordøst fra deres oprindelige bosættelsesområder, og en vis folkeblanding fandt sted.
I 1200-tallet indtrådte et afgørende skel mellem estere og setoer, idet esterne blev kristnede under katolske korstog, mens setoerne - som da hørte under Novgorod - forblev hedninger. I det 15. århundrede blev setoerne kristnede til russisk-ortodoks kristendom, og der blev blandt andet oprettet flere klostre i området. Senere fik Setomaa en indvandring af katolske esterne omtrent samtidig, som befolkningen i Estland gik over til den lutherske kristendom ved reformationen.
Setoernes kultur blomstrede i begyndelsen af det 20. århundrede men oprettelsen af flere nationale foreninger med setoer. I 1905 nåede antallet af setoer formentlig sit højdepunkt. Da Estland blev selvstændigt efter 1. verdenskrig, oprettedes et særligt amt - Petserimaa - i den del af Setomaa, som hørte ind under den estiske republik. Samtidig førte esterne en bevidst politik for at integrere området i Estland, og dette førte til, at setoernes sprog og kultur blev trængt tilbage. I den del af Setomaa, som kom ind under Sovjetunionen, skete der på tilsvarende måde en russificeringspolitik, som sammen med blandede ægteskaber og en vis udvandring til Estland bidrog til et kraftigt fald i antallet af setoer.

### Grænsespørgsmålet
I 1920 blev grænsen mellem Estland og Sovjetunionen fastlagt ved Freden i Tartu således, at størstedelen af Setomaa kom ind under Estland og blev lagt i et selvstændig amt, Petserimaa. Efter, at Estland under 2. verdenskrig var blevet besat af Sovjetunionen, gennemførtes en grænseændring mellem Estiske SSR og Russiske SFSR, hvorved størstedelen af Setomaa blev overført til den russiske sovjetrepublik. Da Estland genoprettede sin selvstændig i 1991, var det bevidst for at kunne få genskabt grænserne fra den oprindelige republik. En grænseaftale er blevet forhandlet mellem Estland og Rusland, men er aldrig trådt i kraft som følge af modstand i begge lande. Som følge heraf eksisterer der ingen officiel grænse mellem de to lande. Den grænselinje, som blev oprettet i sovjettiden, gælder som "kontrollinje" mellem de to lande. Af hensyn til især setoerne har landene dog kunnet enedes om at gøre det lettere for disse at kunne passere "kontrollinjen".

## Repræsentation
Setoerne er organiserede i Seto-kongresser bestående af repræsentanter fra byer i Setomaa og seto-organisationer, som hvert tredje år kommer sammen og udnævner et ældreråd som sin løbende repræsentation.
Desuden udnævner setoerne hvert år en konge (sootska eller ülebtsootska) for det såkaldte Setomaa kongerige ved en årlig festlig begivenhed kaldet Setomaa Kongeriges dag (Seto Kuningriigi päiv), som på skift afholdes i de forskellige landsbyer. Stillingen har fortrinsvis ceremonielt præg. Traditionen blev startet af Paul Hagu, en setoer og forsker af seto-sange ved Tartu Universitet.